# Ceratophora erdeleni
Ceratophora erdeleni là một loài thằn lằn trong họ Agamidae. Loài này được Pethiyagoda & Manamendra-Arachchi miêu tả khoa học đầu tiên năm 1998.